# Afrosphenella
Afrosphenella is een geslacht van rechtvleugeligen uit de familie Pyrgomorphidae. De wetenschappelijke naam van dit geslacht is voor het eerst geldig gepubliceerd in 1963 door Kevan & Akbar.

## Soorten
Het geslacht Afrosphenella omvat de volgende soorten:
- Afrosphenella capensis Key, 1937
- Afrosphenella senecionicola Key, 1937